# 유럽 고속도로 575호선
유럽 고속도로 575호선(European route E575, E 575)은 슬로바키아 브라티슬라바에서 출발하여 두나이스카스트레다를 거쳐 헝가리의 죄르까지 이어주는 총 연장 95 km의 거리를 가진 유럽 고속도로 노선망으로, 고속도로의 등급은 2급으로 부여되어 있는 노선이기도 하다. 

## 주요 경유지
- 슬로바키아
  - E65, E75 : 브라티슬라바
  - 유럽 고속도로 575호선 : 두나이스카스트레다
- 헝가리
  - E60, E75 : 죄르